# Conrad Müller
Peter Conrad Müller (23. maj 1830 i Horsens – 16. december 1904 på Frederiksberg) var en dansk højesteretsassessor.
Han var søn af stabslæge Johan Conrad Müller, blev student fra Metropolitanskolen 1846, juridisk kandidat 1852 og samme år assistent i Indenrigsministeriet, hvor han 1856 avancerede til kancellist, 1857 til fuldmægtig og fra 1860 arbejdede som sekretær hos Indenrigsministeren. 1861 udnævntes han til byfoged og borgmester i Holbæk, 1870 til assessor i Den kongelige Landsoverret samt Hof- og Stadsret, 1879 tillige til næstformand i Sø- og Handelsretten og 1880 til højesteretsassessor. Müller blev 13. februar 1880 Ridder af Dannebrogordenen, 3. april 1886 Dannebrogsmand, 26. maj 1892 Kommandør af 2. grad og 22. september 1900 Kommandør af 1. grad.
Müller udgav Realregister til Domssamlingerne for civile Sager for 1840–47 (1877) og for 1872-76 (1878) og skrev afhandlinger om hjemsendelse i Ugeskrift for Retsvæsen 1867 og 1868. Han fungerede som formand for Frederiksberg Fattigkommission, var censor ved de juridiske eksaminer, medlem af Den danske Landmandsbanks bankråd 1877-83 og formand for Kjøbenhavns Understøttelsesforening og var direktør i Kjøbenhavns Kreditforening 1882-98. Han var desuden 1883-91 repræsentant i Det københavnske Brandassurancekompagni for Varer og Effekter og 1891-95 i Det kgl. octr. alm. Brandassurancekompagni for Varer og Effekter.
1860 ægtede han Ane Johanne Kirstine Grüner, datter af sognepræst Frederik Vilhelm Grüner og Ingeborg f. Skriver.